# Chung kết cúp Nhà vua Fahd 1995
Chung kết cúp Nhà vua Fahd 1995 là trận đấu bóng đá để tìm ra nhà vô địch của Cúp Nhà vua Fahd 1995. Trận đấu được diễn ra tại Sân vận động Nhà vua Fahd II, Riyadh, Ả Rập Saudi, vào ngày 13 tháng 1 năm 1995 giữa hai đội Đan Mạch và Argentina. Đan Mạch giành chiến thắng với tỉ số 2–0.

## Chi tiết trận đấu
| Đan Mạch                              | 2–0        | Argentina |
| ------------------------------------- | ---------- | --------- |
| M. Laudrup 8' (ph.đ.) · Rasmussen 75' | (Chi tiết) |           |

|                         |    |                     |     |     |
|                         |    |                     |     |     |
| GK                      | 20 | Mogens Krogh        |     |     |
| RB                      | 2  | Jakob Friis-Hansen  |     |     |
| CB                      | 4  | Jes Hogh            | 75' |     |
| CB                      | 3  | Marc Rieper         |     |     |
| LB                      | 12 | Jacob Laursen       |     | 61' |
| DM                      | 7  | Brian Steen Nielsen |     |     |
| RM                      | 13 | Jesper Kristensen   | 41' |     |
| LM                      | 6  | Michael Schjønberg  |     |     |
| AM                      | 10 | Michael Laudrup     |     | 26' |
| SS                      | 11 | Brian Laudrup       |     |     |
| CF                      | 17 | Peter Rasmussen     |     |     |
| Vào sân thay người:     |    |                     |     |     |
| MF                      | 14 | Morten Wieghorst    |     | 26' |
| DF                      | 5  | Jens Risager        |     | 61' |
| Huấn luyện viên trưởng: |    |                     |     |     |
| Richard Møller Nielsen  |    |                     |     |     |

|                         |    |                    |         |     |
|                         |    |                    |         |     |
| GK                      | 1  | Carlos Bossio      |         |     |
| RB                      | 4  | Javier Zanetti     | 30'     |     |
| CB                      | 2  | Roberto Ayala      |         |     |
| CB                      | 6  | Nestor Fabbri      | 60'     |     |
| LB                      | 3  | José Chamot        | 35' 88' |     |
| DM                      | 20 | Christian Bassedas |         |     |
| RM                      | 7  | Ariel Ortega       |         |     |
| CM                      | 16 | Rubén Jiménez      |         | 65' |
| LM                      | 8  | Alejandro Escudero |         |     |
| CF                      | 9  | Gabriel Batistuta  |         |     |
| CF                      | 11 | Pascual Rambert    |         | 75' |
| Vào sân thay người:     |    |                    |         |     |
| MF                      | 18 | Gustavo López      |         | 65' |
| MF                      | 10 | Marcelo Espina     |         | 75' |
| Huấn luyện viên trưởng: |    |                    |         |     |
| Daniel Passarella       |    |                    |         |     |

| Trợ lý trọng tài: Mohammad Fanaei (Iran) Mohamed Mansri (Tunisia) |